# Кастін-ан-Плен
Кастін-ан-Плен (фр. Castine-en-Plaine) — муніципалітет у Франції, у регіоні Нижня Нормандія, департамент Кальвадос. Кастін-ан-Плен утворено 1 січня 2019 року шляхом злиття муніципалітетів Юбер-Фолі, Роканкур i Тії-ла-Кампань. Адміністративним центром муніципалітету є Роканкур.  Населення — 1707 осіб (01.01.2021).